# 신데렐라 (2021년 영화)
《신데렐라》(영어: Cinderella)는 2021년 공개된 미국의 로맨틱 뮤지컬 영화이다. 케이 캐넌이 감독과 각본을 맡았으며, 샤를 페로의 동명 동화가 영화의 원작이다.

## 출연진
- 카밀라 카베요 - 신데렐라 역
- 빌리 포터 - 요정 팹 G 역
- 이디나 멘젤 - 비비언 역 (신데렐라의 계모)
- 니콜라스 갈리친 - 로버트 왕자 역
- 피어스 브로스넌 - 왕 역
- 매디 베일리오 - 신데렐라의 새언니 역
- 샬럿 스펜서 - 신데렐라의 새언니 역

## 한국판 성우진
- 신나리 - 신데렐라 역 (카밀라 카베요)
- 심규혁 - 요정 팹 G 역 (빌리 포터)
- 배정미 - 비비언 역 (신데렐라의 계모) (이디나 멘젤)
- 김현지 - 신데렐라의 새언니 역 (샬럿 스펜서)
- 김율   - 신데렐라의 새언니 역 (매디 베일리오)
- 이현주 -설탕 요정 200 비밀 (리나 사와야마)
- 김미정 -설탕 요정 100 비밀 (에바 롱고리아)